# Grammatophyllum elegans
Grammatophyllum elegans är en orkidéart som beskrevs av Heinrich Gustav Reichenbach. Grammatophyllum elegans ingår i släktet Grammatophyllum och familjen orkidéer. Inga underarter finns listade i Catalogue of Life.